# ケイシュウNEWS
ケイシュウNEWSは南関競馬の予想を行っている競馬新聞である。発行元は株式会社ケイシュウ。かつては中央競馬の予想も行っていた。

## 歴史

### 前身となる「競週ニュース」の創刊
1937年（昭和12年）1月、東京の黎明社で『月刊競馬ファン』『競馬ファン週報』に携わっていた白井新平が独立し「競馬週報社」を設立した。

当時、東京府、神奈川県、埼玉県にはそれぞれ羽田、大師、大宮の各地方競馬場が存在した（現・南関東公営競馬）。競馬週報社はこの3場の馬事に関する話題を取り扱う週刊誌として「競馬週報」の名前で発行を始めた。
翌1938年（昭和13年）3月、競馬週報社は当日のレースの出走馬情報や予想を扱う競馬専門紙「競週ニュース」を創刊し、大宮競馬場で初めて登場する。タイトル中の「競週」は「競馬週報」から採られたものである。
戦時中は新聞の統廃合令などの関係で一旦休刊したが、1946年（昭和21年）10月16日、日本競馬会（現・日本中央競馬会）による公認競馬再開に合わせて復刊を果たすとともに、現在の中央競馬の系譜につながる国管轄競馬の予想に進出。1948年（昭和23年）には大宮と粕壁を統合移転した浦和競馬場が再開され、地方競馬の予想紙も再起した。

1950年には戦後の紙不足を補うことを目的として、国会関連の記事を取り扱う出版社であった「昼夜通信社」と業務提携する事となる。1954年には競走馬を称えるための賞として中央競馬を対象とした啓衆賞（現・JRA賞）と、地方競馬を対象にした公営日本一（現・NARグランプリ）を設立した。1956年（昭和31年）、大川慶次郎が入社するが間もなく離れてしまい、日本短波放送『中央競馬実況中継』の解説者に転向する。

1960年代後半から始まった本格的な競馬ブームで他紙が売り上げをアップさせてゆく一方で、「競週ニュース」は敢えて早刷りをしない独自の方針を貫く。しかしこれが裏目に出てしまい他紙に比べ売り上げは低迷した。
1970年には業務提携関係であった「昼夜通信社」と「啓衆社」が合併して「株式会社昼夜通信啓衆社」と社名を改める。

### 「競週ニュース」から「ケイシュウNEWS」へ
白井は1972年（昭和47年）5月、広告代理店『インターナショナル宣伝』『共栄興業』を率いていた松岡正雄に会社を譲渡。なお譲渡の過程で大川が解説を務めていた日本短波放送の幹部が仲介したとの説もあり、山崎正行は「日本短波の競馬専門紙」と晩年の自著に記したが、日本短波の後身である日経ラジオ社はこれを否定している。

譲渡の際に「競週ニュース」は現行の「ケイシュウNEWS」へ紙名が変更されるとともに、大川を専属評論家として復帰させた。更に専門紙発行に全力投球するという名目で『競馬週報』を休刊、派生誌の月刊『競週地方競馬』は廃刊、また旧昼夜通信社から引き継いだ『昼夜通信』も廃刊して政治関連の取材から撤退した。競馬週報編集部が手掛けていた『啓衆賞』は元編集者が移籍していた縁もあり、中央競馬会本部の『優駿』編集部に引き継がれて『優駿賞』となった。なお『公営日本一』は一時途絶えたが、1978年にそれまで馬主だけだった地全協会長賞の対象が拡大されたことで事実上復活。1990年（平成2年）、馬に対する表彰が復活しNARグランプリとなった。
翌1973年（昭和48年）、報知新聞で本紙予想を務めていた山崎が加入。
1980年には紙面の大幅なリニューアルを敢行すると同時に、題字をスカイブルーとした。なおこの頃には、大川が中央版の発行人を務めていた。

会社譲渡後は様々な打ち手が功を奏し一旦は売上が回復してきたが、80年代以降競合誌の1馬と競馬エイトが売り上げを伸ばしたことや、スポーツ新聞の競馬欄の拡大などといった事情により「ケイシュウNEWS」は苦戦を強いられる。1994年（平成6年）、大川が日刊スポーツと契約するためケイシュウを去る。

### 中央版休刊、地方版に専念
1999年（平成11年）12月21日に大川が死去すると、後ろ盾となってきたラジオたんぱは昼夜通信啓衆社への支援打ち切りを模索し、74歳になっていた松岡も手掛けてきた事業の後継を案じるようになった。松岡は昼夜通信啓衆社を清算することにし、2001年（平成13年）3月、新会社「株式会社ケイシュウ」を立ち上げた現社長の長谷川康博に権利義務一切を譲渡する。
この時、中央版は休刊として、売上が良好であった南関東公営版へ注力する。これにより関東では唯一となる「地方競馬だけで発行する専門紙」というブランドを確立した。その後は看板予想者である吉羽孝を中心としたスタッフらによって紙面の更なる改善が図られ、南関競馬はもとより他地区場外馬券売場においても販売実績を伸ばし、売上を回復させた。
「株式会社ケイシュウ」によると、現在は中央競馬版の復刊や他地区公営版の新規発行を視野に入れているという。

## 放送系メディアとの関係
旧競週ニュースの時代から、在京のテレビ・ラジオ局の競馬中継番組に多くの解説者を派遣してきた。中央版の発行をやめて地方専門となった2001年以後も、南関東公営競馬のテレビでの中継には吉羽をはじめ、多くのスタッフが派遣されており、一方で中央版に携わっていたOBも引き続き露出機会を確保している。

テレビでは大川がダービーニュース在籍時代の1970年（昭和45年）に立ち上げられた東京12チャンネル『土曜競馬中継』（『ザ・ロンゲストショー』内包時代も含む）に継続出演したが、1980年代以降は東日本主場の日曜メインレースを放送するフジテレビ（『競馬中継』→『チャレンジザ競馬』→『スーパー競馬』）に拠点を移し、亡くなる直前まで出演した。
ラジオは大川の古巣とも言える日本短波放送（NSB。現・日経ラジオ社）との関係が緊密で、大川は終生NSB（→ラジオたんぱ）に出演したほか、1973年には報知新聞を退社したばかりの山崎もNSB解説陣に加入した。また1982年（昭和57年）、やはり移籍直後だった塩崎を看板に据えてラジオ日本『競馬実況中継』（土曜1部）の提供に参加し、解説者を派遣した。ケイシュウNEWS中央版最後の本紙予想を務めた能勢俊介も、ラジオ日本で解説者としてデビューした後、ラジオNIKKEIに移動した。
なお東京12チャンネルでは本紙のCMは一切流れず、代わりに松岡の所有する会社が1970年代以降手掛けていた光るナンバープレートのCMが放送され、大川の退任後も出稿が続けられた。ラジオたんぱでも同様の措置を取った時期があるという。

## 主な所属トラックマン

### 現在
- 吉羽孝 - 看板評論家。TOKYO MX『東京シティ競馬中継』、スカパー・南関東地方競馬チャンネル『東京シティ競馬実況中継』およびグリーンチャンネル『地方競馬中継』などを歴任。
- 佐藤典生 - 浦和担当トラックマン。
- 清水均 - 船橋担当トラックマン。『南関東地方競馬中継』（船橋）解説者。
- 高橋孝太郎 - 大井担当トラックマン。『東京シティ競馬中継』解説者を歴任。
- 藤田裕之 - 大井（小林分場）担当トラックマン。『東京シティ競馬中継』解説など歴任。
- 若林幹治 - 川崎担当トラックマン。南関東地方競馬中継（川崎）解説者。

### 過去
- 宇佐美恒雄 - 競馬週報編集長。1963年（昭和38年）に日本中央競馬会本部へ移籍し、『優駿』編集長となる。
- 大石正 - 中央版トラックマン。ラジオ日本『競馬実況中継』（土曜1部）メイン解説を歴任。中央版休刊後、競馬研究（現・研究ニュース関東版）へ移籍。
- 大川慶次郎 - 中央版看板評論家。旧啓衆社時代にも在籍したが、日本短波放送『中央競馬実況中継』（第1放送）解説者に就任後は他紙を転々とし、松岡が昼夜通信啓衆社を買収した際に中央版の看板予想者として改めて迎えられた[3]。紙面では「大川慶次郎の私の◎▲」というコーナーを設け[8]、大川の予想を掲載して「ケイシュウNEWS」紙面における最大のセールスポイントとした[8]。
放送系では日本短波放送以外にフジテレビ『競馬中継』→『チャレンジザ競馬』→『スーパー競馬』、TBSラジオ『走れジョッキー』→『きょうの競馬から』を歴任。1994年（平成6年）日刊スポーツへ移籍。
- 加納裕一 - 中央版元編集長。1973年（昭和48年）電通より移籍。
- 今野光成 - 中央版トラックマン。1988年（昭和63年）入社。中央版廃刊と同時にホースニュース・馬（中央・関東版）へ移籍し、2008年の同紙廃刊後、競馬研究へ再度移籍。BS11『うまナビ!イレブン』（東京開催第1・3週）、ラジオNIKKEI（第1放送・日曜）、テレビ北海道『サマー競馬』解説者を歴任。2020年（令和2年）ケイバブック東京支社を早期退職した。
- 塩崎利雄 - 中央版看板評論家。1982年（昭和57年）東京スポーツから移籍。ラジオ日本競馬実況中継（土曜1部→日曜2部前半）メイン解説・コーナー解説者として2011年11月まで出演。
- 東浜俊秋 - 中央版トラックマン。ラジオ日本（土曜1部→日曜2部前半）パドック解説を歴任。
- 能勢俊介 - 中央版トラックマン。20代で看板評論家を務め[9]、1999年（平成11年）、33歳で本紙予想に昇格[9]。同時にラジオ日本（土曜1部）メイン解説を大石から引き継いだ。競馬専門紙業界では当時最年少の担当配属であった[9]。休刊後はスポーツ報知東京本社へ移籍。2006年に退社してラジオNIKKEI（第1放送・土日とも）解説者となる。また「ホースメン会議」の筆頭予想者として名を連ねる[9]。
- 平松さとし - 営業職→中央版トラックマン（元西日本主場本紙予想）。日大農獣医学部（現・生物資源科学部）中退後に入社。大川の付き人を経てトラックマンに異動。1997年独立後は海外競馬を主戦場に取材する。
- 松本憲二 - 中央版トラックマン。1966年（昭和41年）入社。1971年（昭和46年）に競馬ブック東京支社へ移籍。
- 山崎正行 - 中央版評論家。1973年（昭和48年）報知新聞社退社後に契約。日本短波放送（第1放送）解説者として大川とともに出演し、2006年（平成18年）、能勢と交代し退任。